# آريبا
الأريبة هو خبز مسطح يُصنع من عجينة دقيق الذرة، وهو من أساسيات المطبخ الكولومبي والفنزويلي. يوكل خبز أريبة يومياً في هذه الدول ويمكن أكله مع أنواع مختلفة من الجبن والأفوغادو (خاصة في فنزويلا) حيث يقسم الخبز لصنع الساندويشات. يصنع الخبز بأحجام مختلفة ومن أنواع مختلفة من الذرة وتضاف له مكونات مختلفة أيضاً. ففي المكسيك والسلفادور، تجد خبز الأريبة متشابهاً من حيث الشكل. كما يستخدم هذا الخبز في دول أمريكية أخرى كبورتوريكو وبنما وترينيداد وتوباغو وجمهورية الدومينيكان وجزر كنارية

## المواصفات

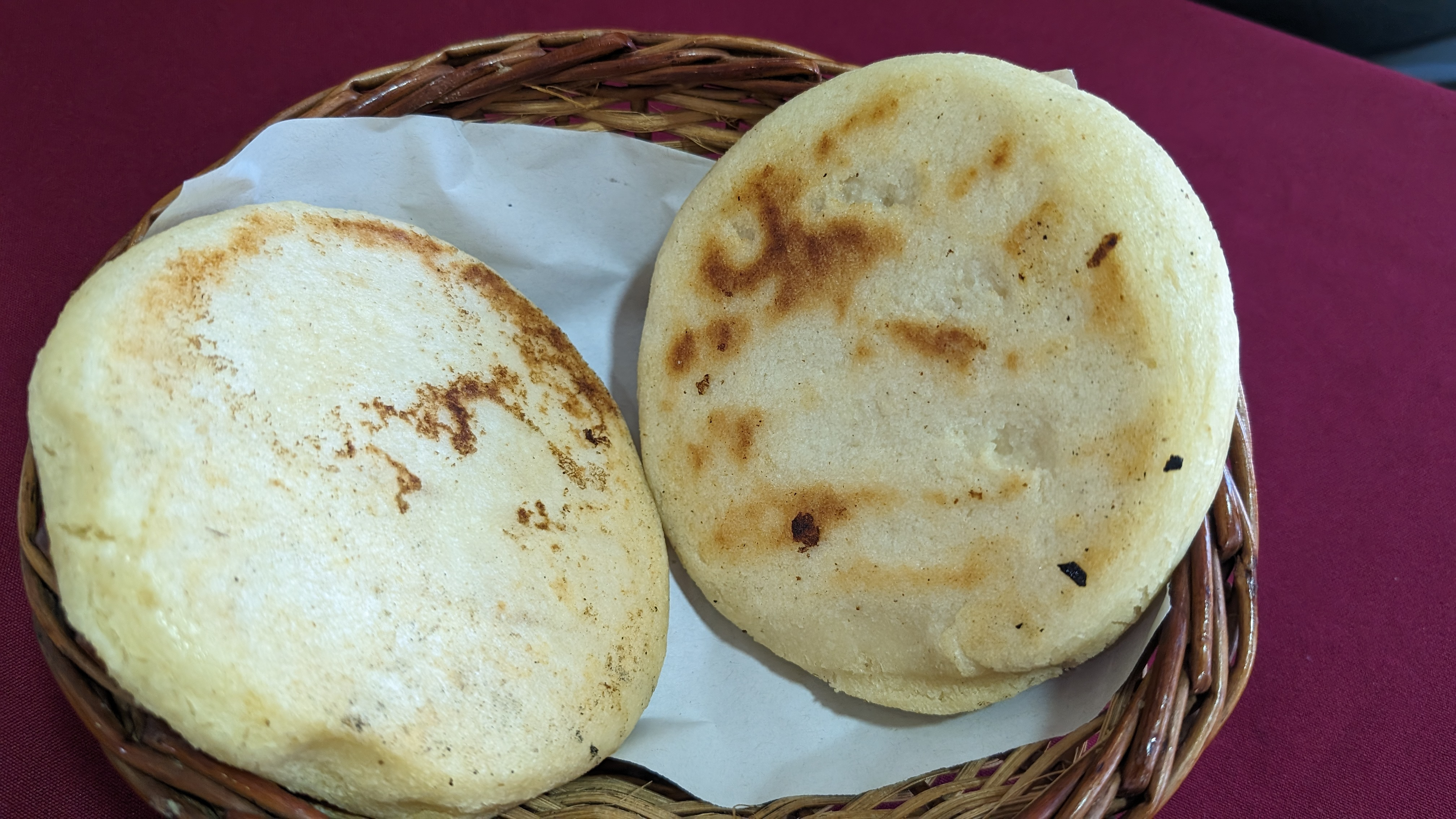
أريبا فنزويلية

خبز الأريبة مسطح ومستدير يصنع من طحين الذرة، حي يمكن أن يشوى أو يخبز أو يقلى أو يطبخ غلياً أو على البخار. تختلف الخصائص من حيث اللون والنكهة والحجم ونوع الطعام الذي يحشى به من منطقة إلى أخرى. كما يمكن وضع اللحم أو البيض أو البندورة أو السلطة أو الجبنة أو الجمبري أو السمك فوقه كوجبة.